# ألان ببكر
ألان ببكر (بالإنجليزية: Alan Baker)‏ (22 يونيو 1944 في المملكة المتحدة - ) هو لاعب كرة قدم بريطاني في مركز الهجوم. لعب مع أستون فيلا ونادي والسول.

## وصلات خارجية
- ألان ببكر على موقع قاعدة بيانات كرة القدم.إي يو (الإنجليزية)